# Limbi vorbite în statul Texas, SUA
În statul Texas din SUA nu există o limbă oficială. În anul 2005, aproximativ 66,36% din locuitori vorbeau limba engleză acasă și aproximativ 29,10% vorbeau limba spaniolă acasă.